# Сітниця (Малопольське воєводство)
Сітниця (пол. Sitnica) — село в Польщі, у гміні Беч Горлицького повіту Малопольського воєводства.
Населення — 642 особи (2011).
У 1975—1998 роках село належало до Кросненського воєводства.

## Географія
Село протікає річка Ситничанка.

## Демографія
Демографічна структура станом на 31 березня 2011 року:
|          | Загалом | Допрацездатний вік | Працездатний вік | Постпрацездатний вік |
| -------- | ------- | ------------------ | ---------------- | -------------------- |
| Чоловіки | 324     | 69                 | 224              | 31                   |
| Жінки    | 318     | 76                 | 176              | 66                   |
| Разом    | 642     | 145                | 400              | 97                   |